# Madrid–Valencia-vasútvonal
Ez a szócikk az 1668 mm-es nyomtávolságú vonalról szól, a normál nyomtávolságú, nagysebességű vonalról a Madrid–Levante nagysebességű vasútvonal szól.
A Madrid–Valencia-vasútvonal egy 480,6 km hosszúságú, kétvágányú, 3 kV egyenárammal villamosított 1 668 mm nyomtávolságú vasútvonal a spanyol főváros, Madrid és Spanyolország harmadik legnagyobb városa, Valencia között. A vonalon jelenleg csak elővárosi és regionális járatok közlekednek, a távolsági forgalom a 2010-ben átadott Madrid–Levante nagysebességű vasútvonal zajlik. Emiatt az országos jelentősége is jelentősen lecsökkent.
Tulajdonosa az ADIF, a járatokat a RENFE üzemelteti.

## Forgalom
2010-ig, amíg közlekedtek távolsági járatok is a vonalon, a két végállomás között a leggyorsabb eljutási idő 3 óra 30 perc volt.
Jelenleg a Cercanías Madrid C-3-as és a Cercanías Valencia szintén C-3-as viszonylat járatai közlekednek rajta. Ezen kívül számos regionális vonat is különböző hosszúságóú részeken. A két végállomás között Regional Express járattal utazva a menetidő 6 óra 36 perc, ám ezek az expresszek közbenső állomásokon is megállnak.
Az új vasútvonalon közlekedő, csak a két végállomáson megálló AVE járatok számára  elegendő 1 óra 40 perc is. A távolsági forgalom eltűnése a régi vonalról lehetővé tette, hogy több szabad kapacitás jusson a regionális-, az elővárosi- és a tehervonatoknak.

## Képgaléria

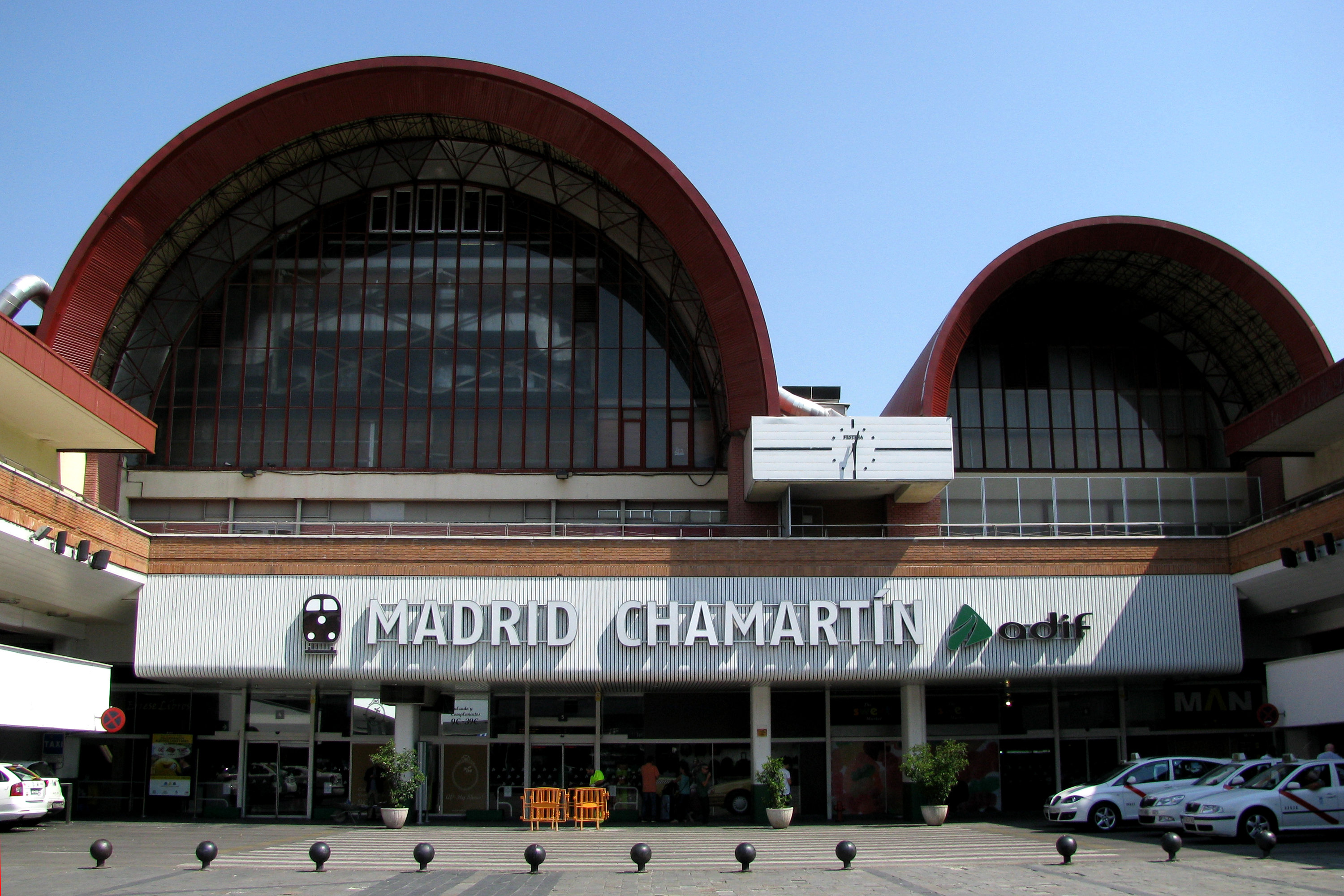
A vonal kezdőpontja Madrid-Chamartín
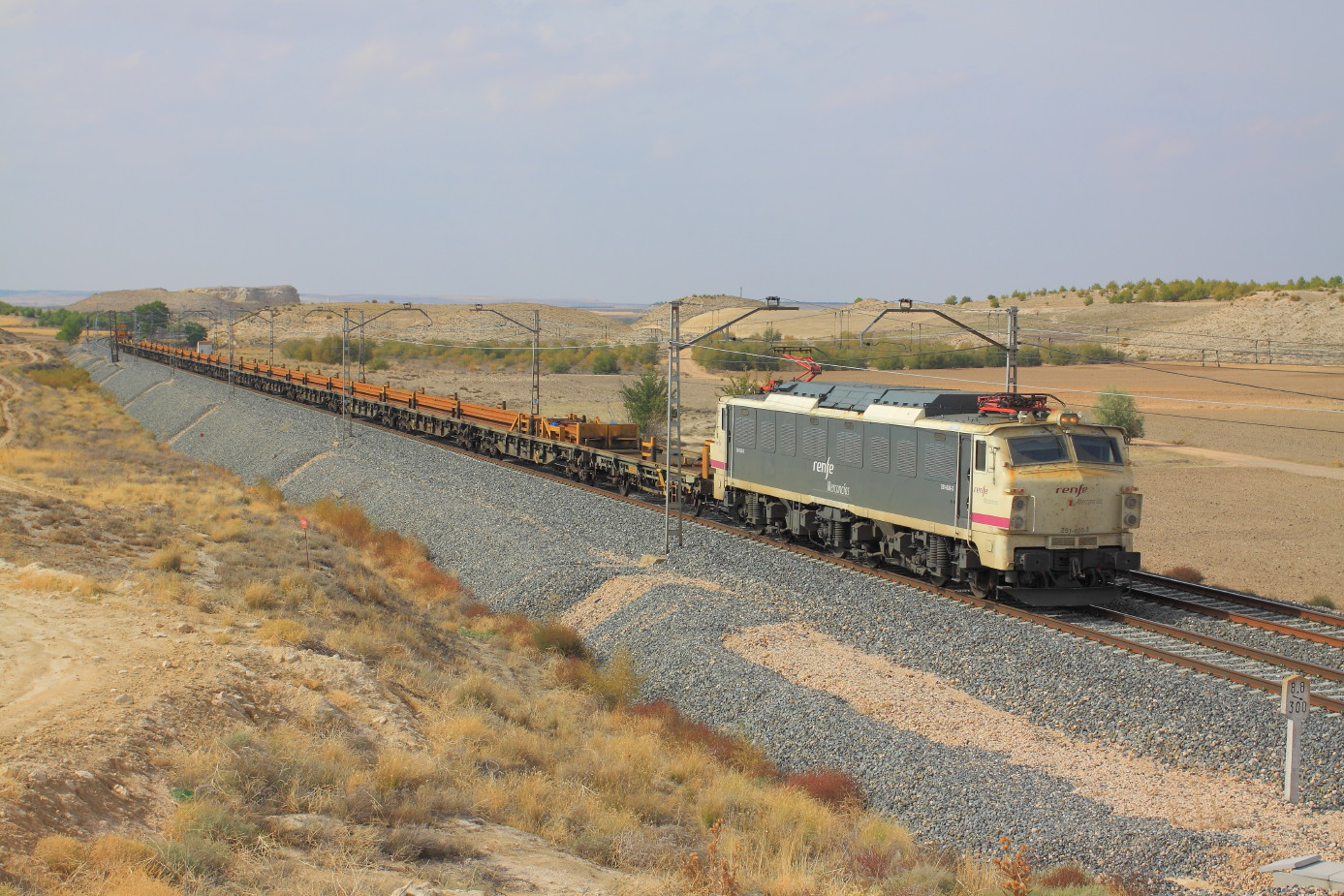
Tehervonat a vonalon
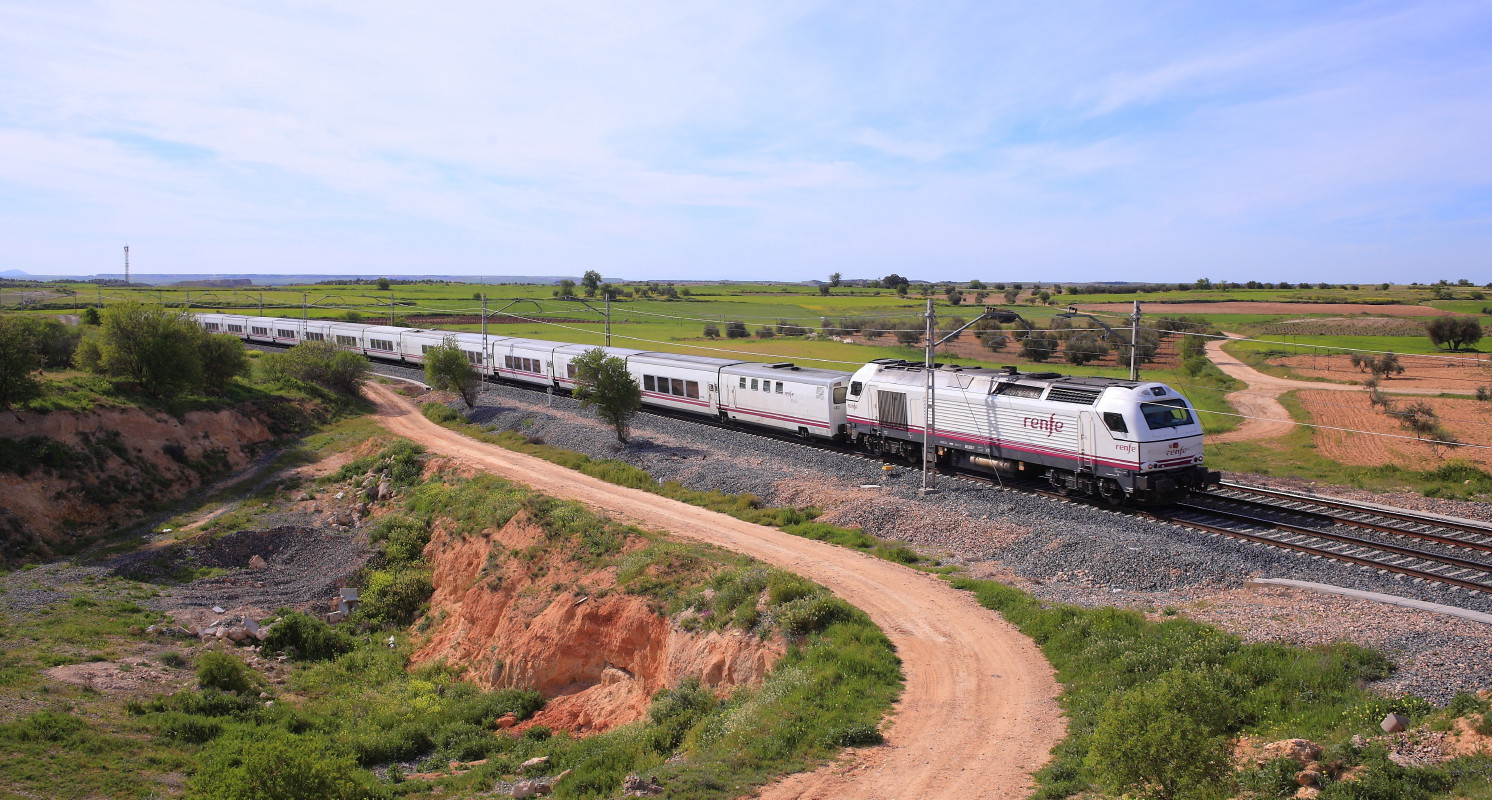
Talgo Altaria vonat a vonalon 2013-ban
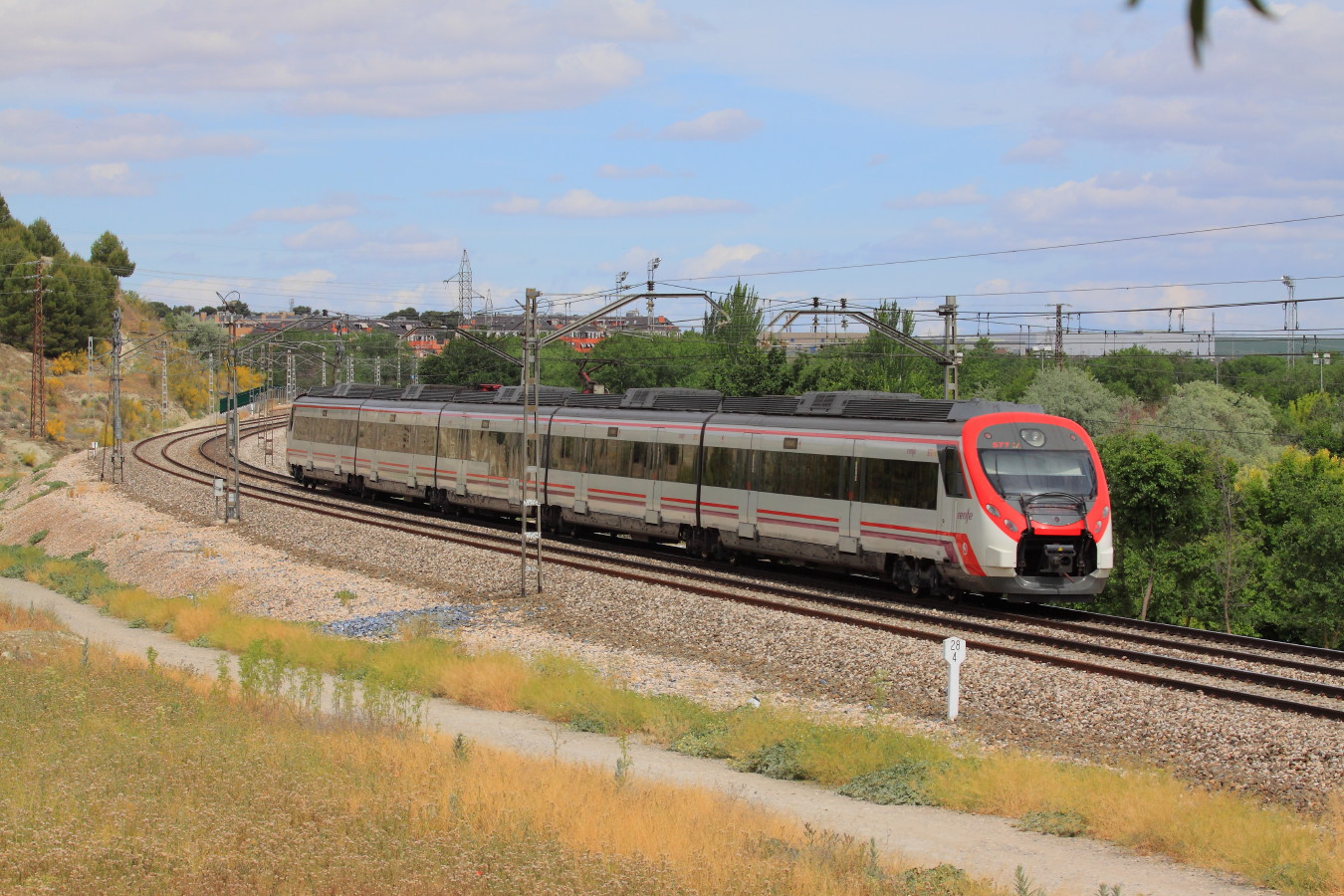
A Cercanías Madrid aranjuezi járata
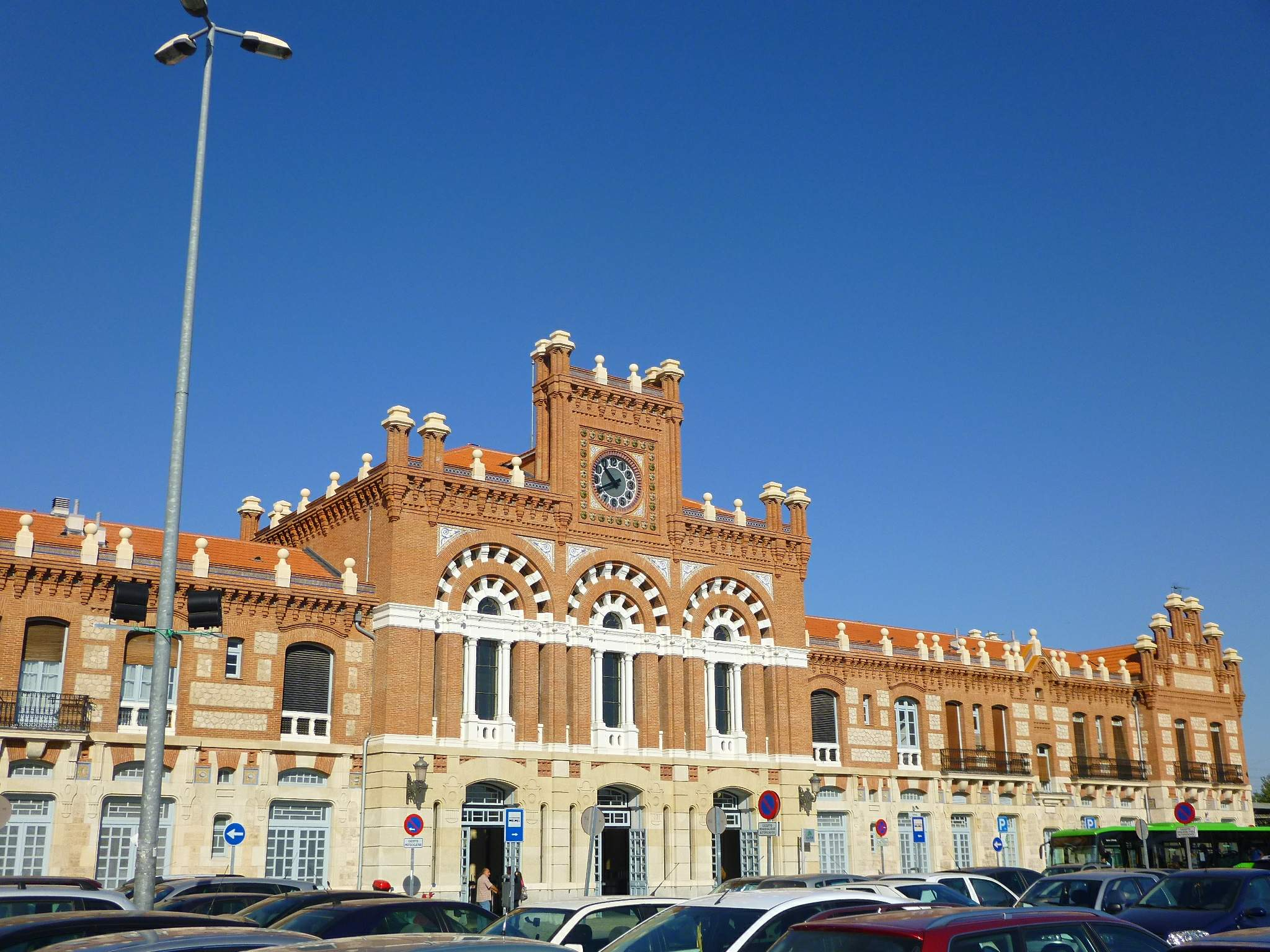
Estación de Aranjuez
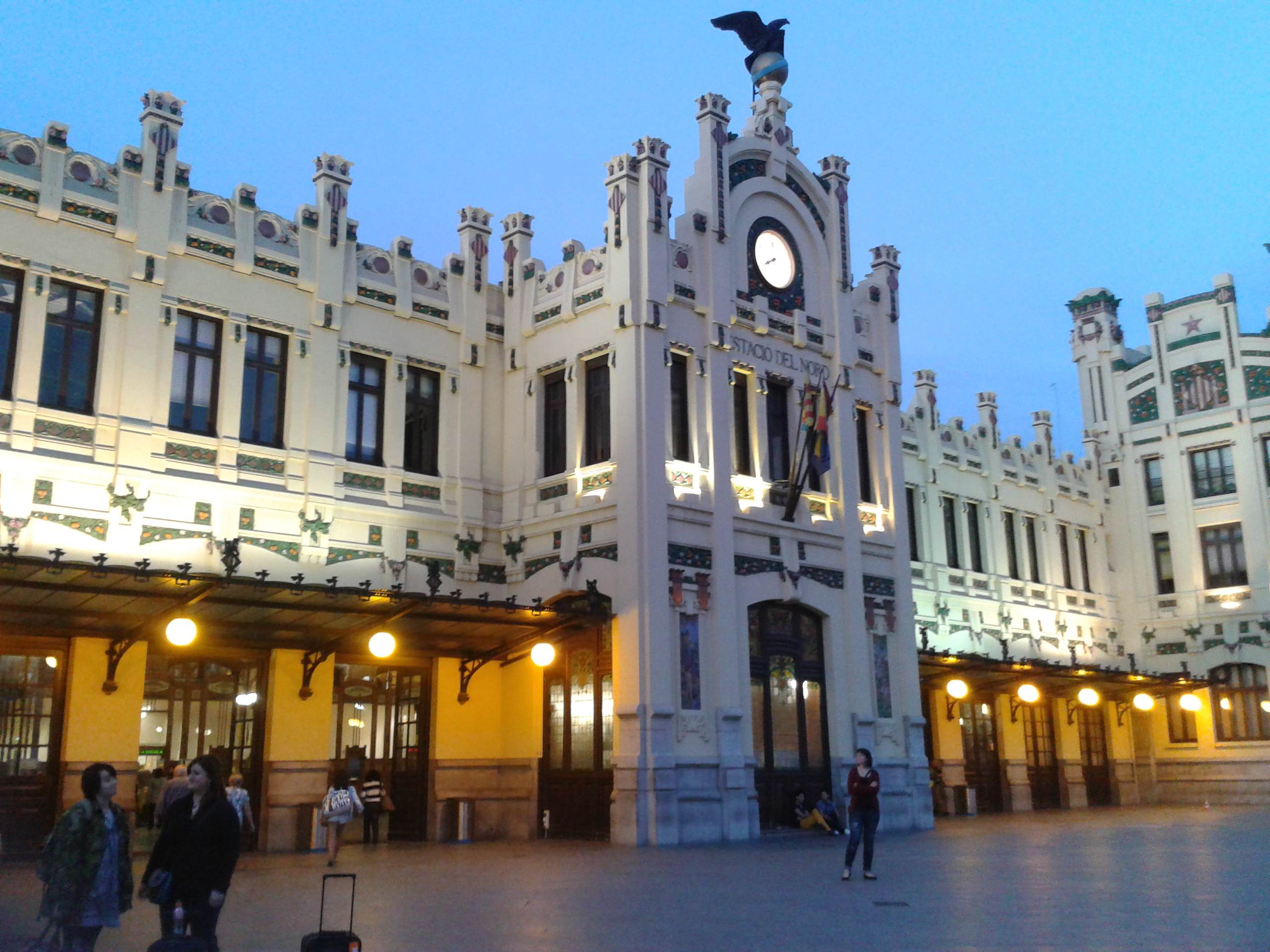
A vonal végállomása Valencia-Norte